# Dominic Cooper
Dominic Edward Cooper (n. 2 iunie 1978) este un actor englez. Cooper a lucrat la televiziune, film, teatru și radio, fiind mai ales cunoscut mai mult pentru producții ca Mamma Mia!, The Duchess, The History Boys, The Devil's Double, Captain America: The First Avenger și Abraham Lincoln: Vampire Hunter.

## Biografie
Dominic Edward Cooper s-a născut pe 2 iunie 1978, în Greenwich, Londra, în familia lui Julie (Heron), o învățătoare, și Brian Cooper, un licitator.
A urmat școala Thomas Tallis în Kidbrooke și s-a calificat la London Academy of Music and Dramatic Art (LAMDA), absolvind în anul 2000. Cooper a lucrat în televiziune, radio, teatru și film, în producții precum: Mamma Mia!, The Duchess și The History Boys. La început a lucrat în televiziune și film, apoi și-a făcut debutul pe scena Teatrului Național în anul 2001 în piesa Mother Clap's Molly House. 
A fost implicat în piesa lui Alan Bennett, The History Boys, încă de la prima lectură. De asemenea, el s-a concentrat cu producția de pe Broadway, Sydney, Wellington și Hong Kong, precum și apare în filmul de radio și adaptări a piesei. 
El a avut roluri notabile la Teatrului Național Royal, în adaptarea trilogiei His Dark Materials, unde a jucat rolul principal, Will Parry, serie TV Down to Earth și Sense & Sensibility. Probabil, el este cel mai bine cunoscut pentru munca sa din Mamma Mia!, unde a cântat mai multe melodii. În film, personajul lui s-a logodit cu Sophie Sheridan, personaj interpretat de către Amanda Seyfried, prietena lui actuală. În 2006 Dominic Cooper a fost nominalizat la Drama Desk Award, pentru activitatea sa privind producția de pe Broadway, The History Boys.

## Filmografie
| An   | Titlu                               | Rol                         | Note |
| ---- | ----------------------------------- | --------------------------- | --- |
| 2001 | From Hell                           | Constable                   | |
| 2001 | Anazapta                            | Clerk                       | |
| 2002 | The Gentleman Thief                 | PC Merrifield               | |
| 2002 | The Final Curtain                   | Young Priest                | |
| 2003 | Boudica                             |                             | |
| 2003 | I'll Be There                       | Boyfriend                   | |
| 2005 | Breakfast on Pluto                  | Squaddie at disco           | |
| 2006 | Starter for 10                      | Spencer                     | Nominalizare – Empire Awards Best Male Newcomer |
| 2006 | The History Boys                    | Dakin                       | Nominalizare – Empire Awards Best Male Newcomer Nominalizare – British Independent Film Award Most Promising Newcomer Nominalizare – ALFS Award British Supporting Actor of the Year |
| 2008 | The Duchess                         | Charles Grey, 2nd Earl Grey | |
| 2008 | Mamma Mia!                          | Sky                         | |
| 2008 | The Escapist                        | Lacey                       | |
| 2009 | Brief Interviews with Hideous Men   | Daniel / Subject 46         | |
| 2009 | Freefall                            | Dave                        | |
| 2009 | An Education                        | Danny                       | Nominalizare – Screen Actors Guild Award for Outstanding Performance by a Cast in a Motion Picture (shared w/ cast)                                                                  |
| 2010 | Tamara Drewe                        | Ben                         | |
| 2011 | A Turtle's Tale: Sammy's Adventures | Sammy                       | |
| 2011 | Captain America: The First Avenger  | Howard Stark                | |
| 2011 | The Devil's Double                  | Latif Yahia / Uday Hussein  | Nominalizare – Saturn Award Best Actor |
| 2011 | My Week with Marilyn                | Milton Greene               | Capri Ensemble Cast Award (shared w/ cast) |
| 2012 | Abraham Lincoln: Vampire Hunter     | Henry Sturges               | |
| 2013 | Dead Man Down                       | Darcy                       | |
| 2013 | Summer in February                  | AJ Munnings                 | |
| 2013 | Marvel One-Shot: Agent Carter       | Howard Stark                | Film scurt |
| 2014 | Reasonable Doubt                    | Mitch Brockden              | |
| 2014 | Need for Speed                      | Dino Brewster               | |
| 2014 | Dracula Untold                      | Mehmed the Second           | |
| 2015 | Miss You Already                    |                             | |
| 2016 | Warcraft                            |                             | |

| An   | Titlu                              | Rol             | Note                     |
| ---- | ---------------------------------- | --------------- | ------------------------ |
| 2001 | The Infinite Worlds of H. G. Wells | Sidney Davidson | Episode: Davidson's Eyes |
| 2001 | Band of Brothers                   | Allington       | Episodul: Currahee       |
| 2003 | Sparkling Cyanide                  | Andy Hoffman    | Film TV                  |
| 2004 | Down To Earth                      | Danny Wood      | Episodul: First Love     |
| 2008 | Sense and Sensibility              | Mr. Willoughby  | 3 episoade               |
| 2008 | God on Trial                       | Moche           |                          |
| 2014 | Fleming: The Man Who Would Be Bond | Ian Fleming     | Mini-Serie TV            |
| 2015 | Agent Carter                       | Howard Stark    |                          |
| 2016 | Preacher                           |                 |                          |

| An        | Titlu                     | Rol           | Note |
| --------- | ------------------------- | ------------- | --- |
| 2001      | Mother Clap's Molly House | Thomas / Josh | Lyttelton Theatre Royal National Theatre |
| 2002      | Caryl Churchill Events    |               | Royal Court Theatre |
| 2002      | A Midsummer Night's Dream | Puck          | Royal Shakespeare Company |
| 2003      | Call to Prayer            |               | Operating Theatre Company |
| 2003–2004 | His Dark Materials        | Will          | Olivier Theatre Royal National Theatre |
| 2004      | The History Boys          | Dakin         | Lyttelton Theatre Royal National Theatre |
| 2006      | The History Boys          | Dakin         | Broadhurst Theatre Sydney Theatre St James Lyric Theatre Hong Kong Academy for Performing Arts Nominalizare – Drama Desk Award for Outstanding Featured Actor in a Play |
| 2009      | Phèdre                    | Hippolytus    | Royal National Theatre Shakespeare Theatre Company |

| An   | Titlu                              | Rol    | Note |
| ---- | ---------------------------------- | ------ | ---- |
| 2005 | The All-Colour Vegetarian Cookbook | Damien |      |
| 2006 | The History Boys                   | Dakin  |      |